# Kameníček (Libčice)

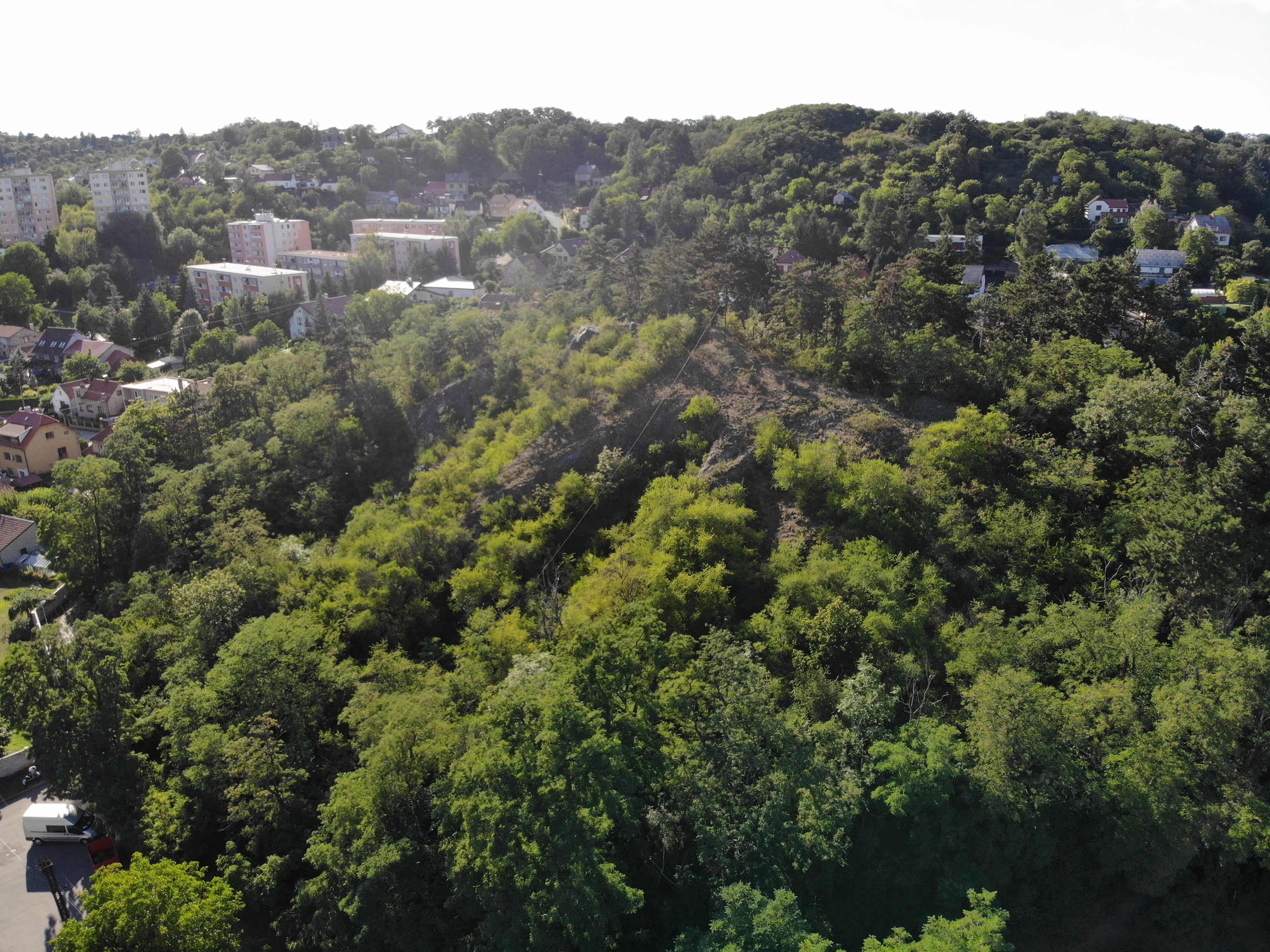
Kameníček focený ze vzduchu

Kameníček je skalnatý vrch ve městě Libčice nad Vltavou. Nachází se mezi ulicemi Zahradní, Hřbitovní, Pod Kameníčkem a Křivá. Dosahuje nadmořské výšky 230 m. Na vrcholu se nachází stožár městského rozhlasu.

## Vegetace
Stromové patro je tvořeno především borovicemi a akáty. Na Kameníčku lze vzácně nalézt koniklec.

## Přístup
Na Kameníček vede pěší cesta z křižovatky ulic Hřbitovní, Chýnovská a Pod Kameníčkem. Z vrcholu je výhled na město a údolí Vltavy.